# Luperina unicolor
Luperina unicolor là một loài bướm đêm trong họ Noctuidae.